# Beruwela
Beruwela, ou Beruwala, est une petite station balnéaire au sud-ouest de la ceinture côtière du Sri Lanka. Le nom de la ville est dérivé du mot cinghalais Beruwela (le lieu où le voile est abaissée).
C'est le premier point de peuplement musulman sur l'île, créé par les marchands arabes au VIIIe siècle. Un grand nombre de Maures sri-lankais, dont la plupart sont marchands de pierres précieuses, vivent encore dans la ville - en particulier dans le « China Fort ». La Masjid-ul-Abrar (en), la plus ancienne mosquée du Sri Lanka, a été construite par les marchands arabes sur une péninsule rocheuse qui surplombe la ville.
Beruwela est également le siège de l’Al-Fasiyatul Nasriya Muslim Balika Maha Vidyalaya, la première et la plus ancienne école musulmane de filles au Sri Lanka. Elle a été endommagée par le tsunami du 26 décembre 2004.
Beruwela est le point de départ de 130 km de plage. Au cours des dernières années[Quand ?] de grands progrès ont été accomplis pour développer la station balnéaire. La baie de la ville est un endroit idéal pour la baignade presque toute l'année.